# Borgtocht (civiel)
Borgtocht is de overeenkomst waarbij een derde, de borg, zich verplicht om de prestatie die de schuldenaar moet verrichten jegens de schuldeiser zelf na te komen indien de schuldenaar in gebreke blijft. Het is dus een accessoire persoonlijke zekerheid waarbij men gehouden is voor andermans schuld indien deze laatste niet voldoet aan zijn verplichtingen. Simpel gezegd, is de bank bijvoorbeeld alleen bereid geld aan een persoon te lenen indien iemand borg voor hem of haar staat, bijvoorbeeld diens ouders. Dat impliceert dan dat, indien de lener de lening niet terugbetaalt, de bank het geld mag innen bij diens ouders.
Er bestaan twee soorten borgtochten: een zakelijke en een persoonlijke borgtocht. In het eerste geval is de borg gehouden met een of meerdere goederen, in het tweede met heel zijn persoonlijk vermogen (tenzij de dekking geplafonneerd is).

## Wettelijke regeling in Nederland
Borgtocht is een van de bijzondere overeenkomsten. De borgtocht is geregeld in titel 14 van boek 7 van het Burgerlijk Wetboek. De definitie luidt:

Artikel 7:850 BW

1. Borgtocht is de overeenkomst waarbij de ene partij, de borg, zich tegenover de andere partij, de schuldeiser, verbindt tot nakoming van een verbintenis, die een derde, de hoofdschuldenaar, tegenover de schuldeiser heeft of zal krijgen.

Kern van de regeling is dat de borg zelf geen verweer kan voeren tegen de vordering waarvoor hij borg staat, maar wel alle verweren mag voeren die de schuldenaar zou kunnen voeren. 
Borgtocht kan bestaan zonder dat de schuldenaar dat weet. Anderzijds kan borgtocht niet bestaan zonder een 'onderliggende' verbintenis. Als de verplichting van de schuldenaar niet, of niet meer bestaat kan de schuldeiser de borg niet op grond van de borgtocht aanspreken. Als de onderliggende vordering verjaard is, is de borgtocht tenietgegaan.
De borgtocht kan jegens de borg slechts worden bewezen door een door de borg ondertekend geschrift. Als de borg echter zijn verplichtingen uit de onderliggende verbintenis is nagekomen kan de borgtocht met alle bewijsmiddelen die mogelijk zijn bewezen worden.
Als de borg is aangesproken heeft hij voor alles dat hij aan de schuldeiser heeft betaald een vordering op de schuldenaar. Die vordering volgt direct uit de wet.

## Wettelijke regeling in België
Borgtocht wordt in België geregeld door titel XIV van het Burgerlijk Wetboek , dit zijn de artikelen 2011-2043octies. 
Art. 2011 Burgerlijk Wetboek definieert borgtocht als volgt:

Hij die zich voor een verbintenis borg stelt, verplicht zich jegens de schuldeiser, aan die verbintenis te voldoen, indien de schuldenaar niet zelf daaraan voldoet.